# Jonatan Tollås
Jonatan Tollås (Ålesund, 1990. július 1. –) visszavonult norvég korosztályos válogatott labdarúgó, posztját tekintve hátvéd.

## Pályafutása

### Klubcsapatokban
Jonatan Tollås a norvégiai Ålesund városában született. Az ifjúsági pályafutását a helyi Blindheim IL-nél kezdte. 2005-ben az Aalesund akadémiájához igazolt.
2007-ben mutatkozott be az Aalesund első osztályban szereplő felnőtt csapatában. Először 2008. július 1-jén, a Strømsgodset ellen hazai pályán 3–1-re megnyert mérkőzésen lépett pályára. A következő meccseken rendszeresen szerepelt, főleg a középhátvéd poszton, Benjamin Kibebe sérülése miatt. Tollås a fiatal játékosok új, feltörekvő generációjának tagja lett, akik a klub gerincét alkották. 2008. július végén tizenegy kezdő játékosból tíz 22 év alatti volt. Teljesítményére felfigyelt a Serie A-ban szereplő Udinese Calcio, ám megállapodás nem született az olasz klubbal. A 2009-es szezon előtt az Aalesund új edzője, Kjetil Rekdal jelezte, hogy elképzelése szerint Tollås lesz az első csapat középhátvédje, Daniel Arnefjorddal párosítva.
2015. január 1-jén átigazolt a fővárosi Vålerenga együtteséhez.

### A válogatottban
Tollås 2008 és 2013 között 5 mérkőzésen lépett pályára a norvég U21-es válogatottban.

## Statisztikák
| Klub      | Szezon   | Osztály     | Bajnokság | Bajnokság | Kupa  | Kupa | Nemzetközi | Nemzetközi | Összesen | Összesen |
| Klub      | Szezon   | Osztály     | Meccs     | Gól       | Meccs | Gól  | Meccs      | Gól        | Meccs    | Gól      |
| --------- | -------- | ----------- | --------- | --------- | ----- | ---- | ---------- | ---------- | -------- | -------- |
| Aalesund  | 2007     | Tippeligaen | 0         | 0         | 1     | 0    | 0          | 0          | 1        | 0        |
| Aalesund  | 2008     | Tippeligaen | 19        | 0         | 3     | 0    | 0          | 0          | 22       | 0        |
| Aalesund  | 2009     | Tippeligaen | 21        | 0         | 3     | 0    | 0          | 0          | 24       | 0        |
| Aalesund  | 2010     | Tippeligaen | 17        | 0         | 3     | 0    | 1          | 0          | 21       | 0        |
| Aalesund  | 2011     | Tippeligaen | 17        | 0         | 6     | 0    | 6          | 0          | 29       | 0        |
| Aalesund  | 2012     | Tippeligaen | 29        | 3         | 4     | 1    | 4          | 1          | 37       | 5        |
| Aalesund  | 2013     | Tippeligaen | 30        | 0         | 3     | 1    | 0          | 0          | 33       | 1        |
| Aalesund  | 2014     | Tippeligaen | 12        | 1         | 3     | 0    | 0          | 0          | 15       | 1        |
| Aalesund  | Összesen | Összesen    | 145       | 4         | 26    | 2    | 11         | 1          | 182      | 7        |
| Vålerenga | 2015     | Tippeligaen | 21        | 0         | 0     | 0    | 0          | 0          | 21       | 0        |
| Vålerenga | 2016     | Tippeligaen | 11        | 2         | 0     | 0    | 0          | 0          | 11       | 2        |
| Vålerenga | 2017     | Eliteserien | 29        | 3         | 3     | 0    | 0          | 0          | 32       | 3        |
| Vålerenga | 2018     | Eliteserien | 28        | 2         | 2     | 0    | 0          | 0          | 30       | 2        |
| Vålerenga | 2019     | Eliteserien | 10        | 0         | 0     | 0    | 0          | 0          | 10       | 0        |
| Vålerenga | 2020     | Eliteserien | 23        | 0         | 0     | 0    | 0          | 0          | 23       | 0        |
| Vålerenga | 2021     | Eliteserien | 28        | 3         | 1     | 0    | 2          | 0          | 31       | 3        |
| Vålerenga | 2022     | Eliteserien | 24        | 1         | 1     | 0    | 0          | 0          | 25       | 1        |
| Vålerenga | Összesen | Összesen    | 174       | 11        | 7     | 0    | 2          | 0          | 183      | 11       |
| Összesen  | Összesen | Összesen    | 319       | 15        | 33    | 2    | 13         | 1          | 365      | 18       |

## Sikerei, díjai
Aalesund
- Norvég Kupa
  - Győztes (2): 2009, 2011

- Norvég Szuperkupa
  - Döntős (1): 2010